# Liste der Paulanerklöster
Paulanerkloster sind Klöster des Paulanerordens. Das erste Paulanerkloster in deutschen Landen gründete der persönlich mit Franz von Paula bekannte Wolfgang von Polheim in Oberthalheim bei Timelkam.

## Paulanerklöster
- 1454: Stammkloster Paola bei Cosenza (Italien)
- 1626–1784: Paulanerkloster Brtnice (Südmähren)
- 1633–1784, 1992–dato: Paulanerkloster Wranau (Südmähren)
- 1643–1784: Paulanerkloster Neupaka (Nordböhmen)
- 1781–1784: Paulanerkloster Šlapanice (Südmähren)

## Ehemalige Paulanerklöster im deutschsprachigen Raum
- 1480–1780 Paulanerkloster Wiener Neustadt (Niederösterreich)
- 1491–1550: Paulanerkloster Heuraffl (Südböhmen)
- 1495–1530: Paulanerkloster Kuglweid (Südböhmen)
- 1497–1784: Paulanerkloster Oberthalheim (Oberösterreich)
- 1501–1785: Paulanerkloster Heilbrunn (Südböhmen)
- 1627/29–1799: Paulanerkloster München (Bayern)
- 1626–1784: Paulanerkloster auf der Wieden bei Wien (Niederösterreich)
- 1652–1803: Paulanerkloster Amberg (Bayern)